# Justizvollzugsanstalt Attendorn
Die Justizvollzugsanstalt Attendorn entstand 1968 auf Teilen des Geländes des Klosters Ewig bei Attendorn im Sauerland in Nordrhein-Westfalen. In der JVA Attendorn werden Freiheitsstrafen im offenen und im geschlossenen Vollzug an Männern vollstreckt.

## Geschichte
Im Jahr 1967 gingen die Gebäude des Klosters Ewig in den Besitz des Landes Nordrhein-Westfalen über, das dort 1968 die erste offene Justizvollzugsanstalt des Landes einrichtete. Von 1978 bis 1988 wurde in verschiedenen Bauabschnitten die heutige Justizvollzugsanstalt errichtet, die am 25. November 1988 offiziell mit einer Feier der JVA Attendorn übergeben wurde.
Von 1936 bis 2011 existierte die Justizvollzugsanstalt Siegen (ab 1971: Zweiganstalt Siegen der Justizvollzugsanstalt Attendorn), untergebracht im Unteren Schloss in Siegen. Nach der Gründung der JVA Attendorn wurde diese als Zweiganstalt der JVA Attendorn geführt. Sie verfügte über 76 Haftplätze im geschlossenen Vollzug. 2011 wurde die Zweiganstalt Siegen geschlossen, nachdem der geschlossene Vollzug in einen Neubau am Standort Attendorn verlegt wurde. In den Neu- und Umbau hatte das Land damals rund 37 Millionen Euro investiert.
Die JVA Attendorn verfügt heute über 126 geschlossene und 302 offene Haftplätze, darunter 30 Plätze in einem Übergangshaus.

## Zuständigkeit
Die JVA Attendorn ist zuständig für die Vollstreckung von:
- Ersatzfreiheitsstrafe (soweit nicht in Unterbrechung von Untersuchungshaft oder Abschiebungshaft)
- Freiheitsstrafe (Erst- und Regelvollzug) bis einschl. 2 Jahre bei Verurteilten, die sich auf freiem Fuß befinden
- Freiheitsstrafe nach Maßgabe besonderer Bestimmungen (Progression)
- Freiheitsstrafe von mehr als 2 Jahren entsprechend dem Ergebnis des Einweisungsverfahrens[4]

Die Zuständigkeiten der Justizvollzugsanstalten in Nordrhein-Westfalen sind im Vollstreckungsplan des Landes NRW geregelt (AV d. JM v. 16. September 2003 – 4431 – IV B. 28 -).
Die Gefangenen stammen hauptsächlich aus dem Bezirk des Landgerichts Siegen, aber auch aus den Landgerichtsbezirken Hagen, Köln und Bonn.

## Ausbildung und Weiterbildung

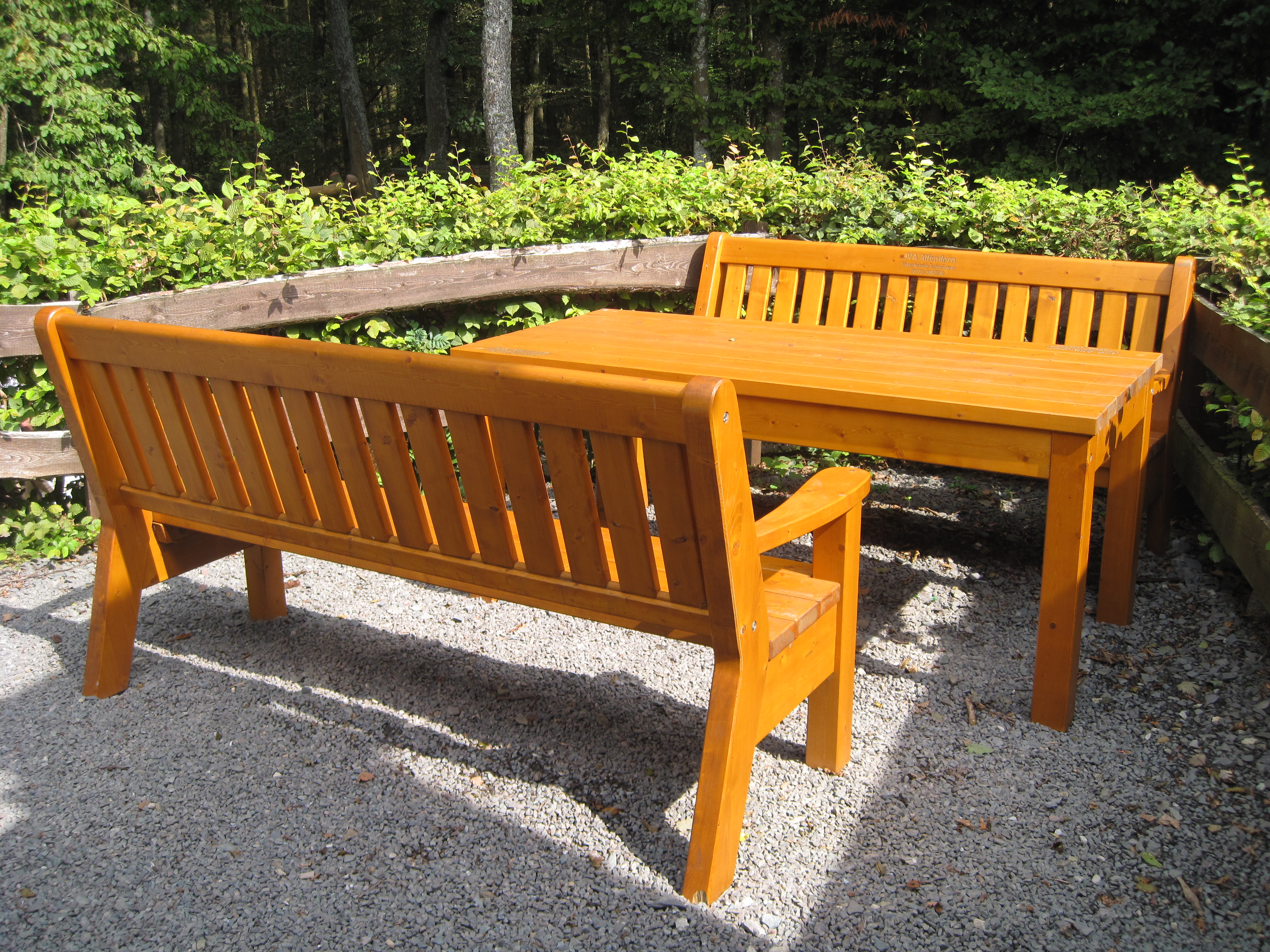
Gartenmöbel aus dem Eigenbetrieb Schreinerei der JVA Attendorn

In der JVA Attendorn besteht die Möglichkeit der Berufsausbildung für Gefangene. Die Ausbildungsmaßnahmen werden im Rahmen des Freiganges bei freien Trägern und Ausbildungsbetrieben außerhalb der Justizeinrichtung durchgeführt.